# Steam tank
Steam tank (slovensko: Parni tank) je bil prototipni tank ameriške vojske v prvi svetovni vojni. Tank so naredili po tanku Mark IV, vendar je ta tank poganjala para.

## Zgodovina
Projekt izdelave tega tanka je začel John A. Johnson s pomočjo nekaterih podjetij. V veliko pomoč je bilo podjetje Stanley Motor Carriage Company, ki je izdelovalo parne avtomobile in je za tank skonstruiralo motor. Začetni projekti so uporabljali paro kot pogon zato, ker motorji na fosilna goriva še niso bili dovolj močni. Parni tank je paro uporabljal tudi kot oborožitev. Tank je bil namreč oborožen s plamenometom, ki je izkoriščal vroču paro. Parni motor je proizvajal 500 KM (370 kW) moči, kar je omogočalo vožnjo s hitrostjo 6 km/h. Tank je imel dve prestavi za naprej in dve za nazaj. Gorivo za motor je bil kerozin.
Narejen je bil le en prototip. Ta je bil predstavljen aprila leta 1918 v Bostonu. Tank se je večkrat pokvaril že med demonstracijo. Junija je bil testiran v Franciji, tam pa se je izkazal za zelo slabega. Velike težave je predstavljal sistem hlajenja. 